# Romanosoma cavernicola
Romanosoma cavernicola är en mångfotingart som beskrevs av Ceuca 1967. Romanosoma cavernicola ingår i släktet Romanosoma och familjen Haaseidae. Inga underarter finns listade i Catalogue of Life.